# Platysporoides tirolensis
Platysporoides tirolensis är en svampart som först beskrevs av Rehm ex O.E. Erikss., och fick sitt nu gällande namn av Shoemaker & C.E. Babc. 1992. Platysporoides tirolensis ingår i släktet Platysporoides och familjen Pleosporaceae.  Arten är reproducerande i Sverige. Inga underarter finns listade i Catalogue of Life.